# 葡系早熟禾
葡系早熟禾（学名：Poa botryoides）为禾本科早熟禾属下的一个种。